# Nakkebølle

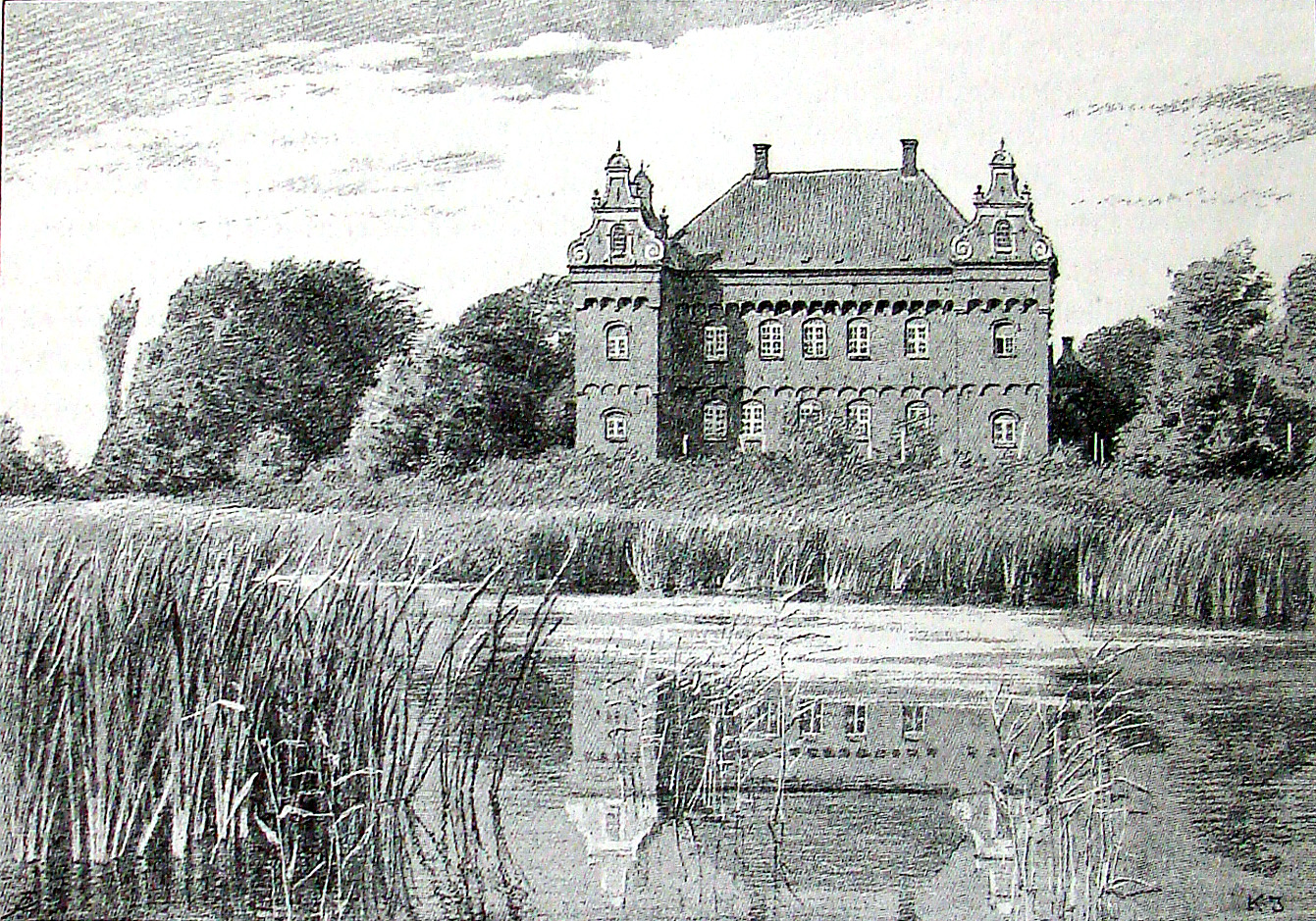
Nakkebølle i slutet av 1800-talet.

Nakkebølle är ett danskt slott, beläget på Fyns sydvästra del.
Slottet omtalas första gången på 1200-talet, och ägdes från 1463 av Mads Andersen Bølle, och tillhörde vid mitten av 1500-talet Jacob Brockenhuus. Omkring 1602 hamnade slottet i ätten Billes ägo och 1649 tillföll den genom arv Falk Gøye han sålde i sin tur slottet till Niels Krabbe 1653.
Nuvarande slottsbyggnaden påbörjades 1559, över den ornamenterade standstensportalen finns inskriptionen Ano dni 1559 lod erlig og edelbørdige Mand Jacob Brokkenhus opbøge thette Hus. Under hans fångenskap i Sverige 1563-1570 fortsatte hans hustru Susanne Bølle byggnationerna. Slottet torde ha stått klart före hans död 1577. De ursprungliga gavelrösterna revs ned i samband med att slottet fick ett valmat tak i början av 1700-talet. I samband med renoveringar på 1870-talet fick slottets torn nya cementerade rösten.